# Бикиђи (Тимиш)
Бикиђи (рум. Bichigi) насеље је у Румунији у жупанији Тимиш у граду Фађету. Oпштина се налази на надморској висини од 152 m.

## Прошлост
Аустријски царски ревизор Ерлер је 1774. године констатовао да место "Букић" припада Фачетском округу, Лугожког дистрикта. Становништво је било претежно влашко. Када је 1797. године пописан православни клир ту у Бикичу је био један свештеник. Парох поп Петар Радовић (рукоп. 1793) иако би се рекло да је Србин, он се служи само румунским језиком. То је један од бројних примера "румунизације" српског становништва у Банату, који се догодио половином 18. века.

## Становништво
Према подацима из 2002. године у насељу је живело 551 становника, од којих су сви румунске националности.